# Ampasinambo (Ifanadiana)
Pour l’article homonyme, voir Ampasinambo.
Ampasinambo est une commune rurale de Madagascar, située dans le district d'Ifanadiana, dans la partie nord-ouest de la région Vatovavy.